# ایزاوا موتوهیکو
ایزاوا موتوهیکو (به ژاپنی: 井沢 元彦, Izawa Motohiko)؛ زادهٔ ۱ فوریهٔ ۱۹۵۴) متولد استان آیچی نویسنده، پژوهشگر تاریخی، نویسنده رمان‌های معمایی اهل ژاپن است.